# Elm (Totes Gebirge)
Der Elm ist ein 2128 m ü. A. hoher, pyramidenförmiger Berg im Toten Gebirge auf der steirischen Seite des Salzkammergutes. Er hat dem Elmsee seinen Namen gegeben. Er wird wegen seiner schönen Aussicht über das Tote Gebirge häufig besucht und ist auch ein bekanntes Skitourenziel. Am Gipfel befindet sich ein Gipfelkreuz mit Gipfelbuch.

## Zustiege
Der Berg lässt sich bequem auf einem markierten Weg (Nr. 214) von der Nordwestseite her besteigen. Dieser führt von Gößl (am Grundlsee) aus über das Tal der Lahngangseen und die Pühringerhütte (1637 m) zum Gipfel. Gehzeit ab der Pühringerhütte: 1½ Stunden.
Eine andere Aufstiegsroute, welche allerdings nur mit Steinmännchen markiert ist, führt über die Südseite des Berges. Ausgehend von der Vordernbach-Alm, über die „Rinnlan“ (Lahn, Lawine) zum Ochsenkar, ist dies sicherlich der für erfahrene Bergwanderer ereignisreichere Weg.
Die Vordernbach-Alm erreicht man von Gößl über dieselbe Forststraße wie den Ausgangspunkt zu den Lahngangseen. Zu Fuß ist man am schnellsten über den sogenannten Prinzensteig, ausgehend vom Toplitzsee, dieser ist jedoch nur für erfahrene Bergsteiger zu empfehlen.